# Michael Dunigan
Michael René Dunigan (Phoenix, Arizona, 2 de julio de 1989) es un exbaloncestista estadounidense que disputó ocho temporadas como profesional. Con 1,98 metros de estatura, jugaba en la posición de escolta.

## Trayectoria deportiva

### Universidad
Tras haber disputado en 2008 el prestigioso McDonald's All-American Game, jugó dos temporadas con los Ducks de la Universidad de Oregón, en las que promedió 8,7 puntos, 4,8 rebotes y 1,1 tapones por partido.

### Profesional
En septiembre de 2010 dejó la universidad, renunciando a los dos años de carrera que le faltaban, y firmó su primer contrato profesional con el equipo israelí del Hapoel Jerusalem B.C., equipo que en el mes de noviembre lo cedió al BC Kalev/Cramo estonio hasta final de temporada.
Al año siguiente se presentó al Draft de la NBA, pero no fue elegido, firmando entonces por una temporada con el equipo italiano del A.S. Junior Pallacanestro Casale. Pero en noviembre, tras solo haber disputado cinco partidos, fue despedido. Ese mismo día firmó contrato por el resto de la temporada con el BC Dnipro-Azot de Ucrania, donde acabó la temporada jugando como titular, promediando 12,4 puntos y 8,9 rebotes por partido.
En septiembre de 2012 firmó con Memphis Grizzlies para disputar la pretemporada, pero fue despedido al mes siguiente. En diciembre aceptó la oferta del equipo australiano de Perth Wildcats para suplir a otro jugador lesionado, disputando cuatro partidos antes del regreso del sustituido, en los que promedió 13,7 puntos y 9,7 rebotes. Poco después fichó por el Air21 Express de la Philippine Basketball Association, donde acabó la temporada promediando 23,9puntos, 15,4 rebotes, 3,3 asistencias y 2,4 tapones por partido.
En 2013 fue elegido en el draft de la Korean Basketball League por los Seoul Samsung Thunders, quienes posteriormente lo cederían a los Wonju Dongbu Promy. Entre los dos equipos promedió 9,8 puntos y 6,8 rebotes por partido. En noviembre de 2014 fue elegido por los Canton Charge en la decimosegunda posición del Draft de la NBA Development League, con los que esa temporada disputó 24 partidos, promediando 11,6 puntos y 7,1 rebotes por partido, dejado el equipo en enero de 2015 para regresar a Filipinas para fichar con el Barangay Ginebra San Miguel, jugando 12 partidos en los que promedió 22,9 puntos y 12,9 rebotes, regresando posteriormente a los Charge, donde jugó dos temporadas más.
El 23 de agosto de 2017 fue seleccionado por los Wisconsin Herd, también de la G League, en el draft de expansión por la llegada de nuevos equipos a la liga.